# Génétique médicale

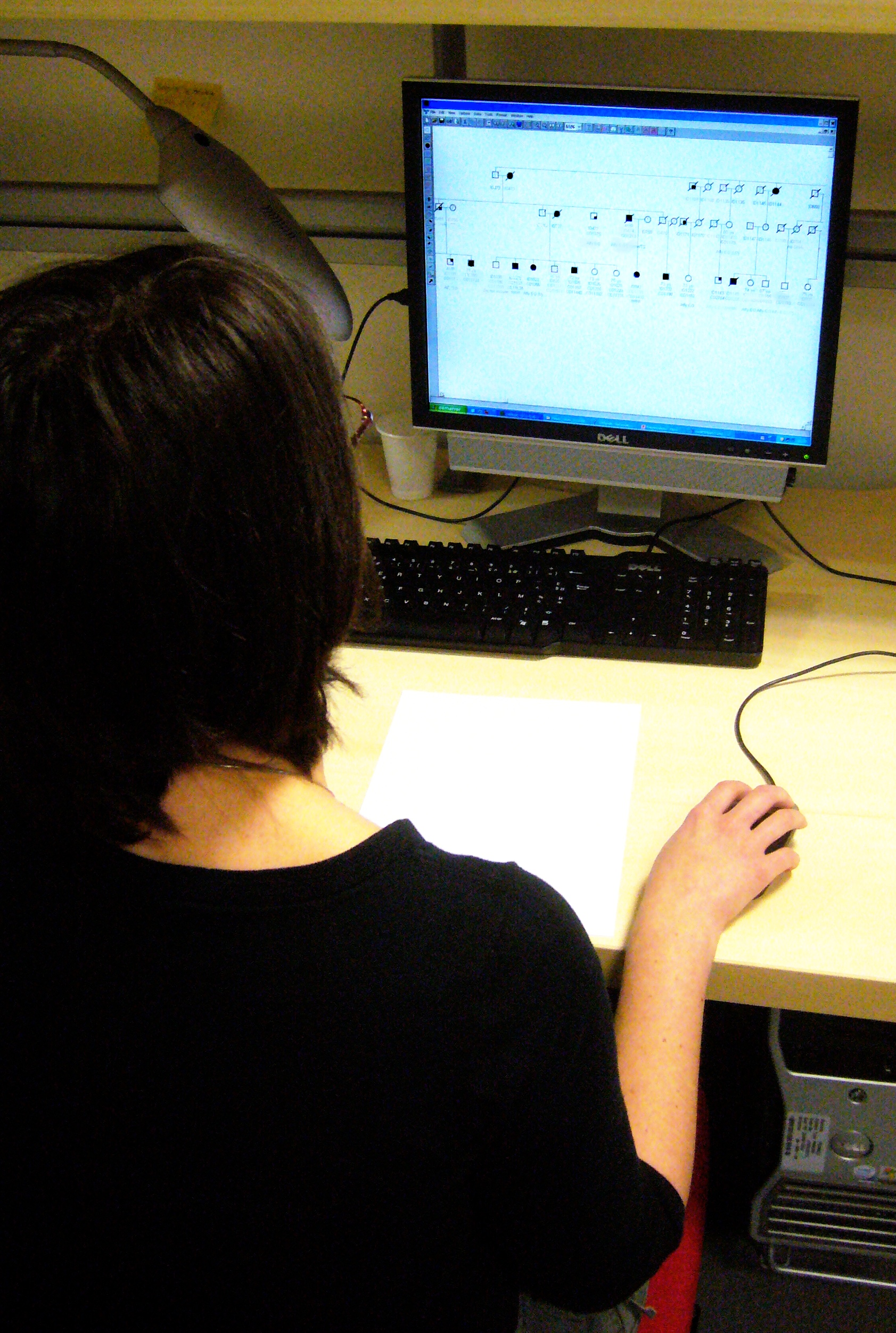
Analyse de pédigree

La génétique médicale est la spécialité médicale qui étudie l'hérédité chez les individus et les causes génétiques des maladies.
Le travail de la génétique médicale est d'abord d'étudier la présence de maladies dans une famille. Cela permet de faire des pronostics et donc de la prévention sur les enfants à naître. On parle de diagnostic génétique.
Elle utilise l'ensemble de la sémiologie clinique pour trouver les signes d'une maladie génétique chez un patient, elle utilise également la Biologie médicale avec des disciplines telles que la cytogénétique, ou des outils comme l'amniocentèse et diverses techniques d'analyse génétique pour détecter la présence d'anomalies dans les chromosomes ou les gènes.
La médecine génomique est une branche de la médecine qui utilise la génétique, notamment le séquençage du génome humain à la recherche de mutations associées à des maladies. Elle comprend plusieurs disciplines (nutrigénomique, toxicogénomique (en), pharmacogénomique, etc.). Cette médecine personnalisée prend aussi en compte la métagénomique et l'épigénétique.

## Répartition des maladies génétiques dans la population
Les maladies génétiques sont très variées. ELles sont souvent  multifactorielles  comme c'est le cas du  diabète ou des maladies cardiovasculaire.

### Génétique et transition épidémiologique
Les pays développés ont accompli leur transition démographique au milieu du XXe siècle, profitant des avancées sociales, éducatives et infrastructurelles. L'amélioration de la lutte contre les maladies infectieuses –accès à l'eau potable, à l'assainissement, à la vaccination–, les efforts en nutrition et soins maternels et infantiles, une meilleure planification familiale, ont mené à une transition épidémiologique se caractérisant par une baisse continue de la mortalité infantile et juvénile, une diminution de la fécondité, et une augmentation de l'espérance de vie. Dorénavant, la mortalité et morbidité liées aux malformations congénitales, précédemment masquées par le poids des maladies aiguës, sont devenues visibles et cruciales pour la santé publique. La reconnaissance croissante de l'impact de ces troubles à tous les âges a conduit à une intégration progressive de soins et approches préventives dans diverses disciplines médicales, même si ces efforts manquaient encore de cohérence.
Le monde en développement présentent de grandes disparités en termes de taille de population, de niveau économique et de développement des services publics. La plupart ont réalisé d'impressionnants progrès socio-économiques, éducatifs et sanitaires au cours des quarante dernières années.

### Transition épidémiologique et hérédité épigénétique
L'héritage transgénérationnel désigne la transmission aux générations suivantes d'informations biologiques qui ne se limitent pas à l'ADN. Des marques épigénétiques, telles que la méthylation de l'ADN ou les modifications des histones, peuvent être modifiées par l’environnement, comme l'alimentation ou l'exposition à des substances toxiques. Bien que ces changements n'altèrent pas la séquence génétique, ils influencent l’expression des gènes et peuvent avoir des effets durables sur la santé des descendants. Par exemple, une alimentation riche en graisses chez un père peut entraîner des troubles métaboliques chez ses enfants, même si ces derniers suivent un régime équilibré. Cela montre que l’environnement des parents peut affecter la santé des générations futures sans modifier directement l’ADN.

### Les facteurs de risques
On cite l'âge élevé du père pour les mutations de novo et l'âge élevé de la mère pour les aneuploïdies.
- l'exposition aux produits mutagènes pour les gamètes ou pour le jeune fœtus.
- la présence d'une certaine maladie d'origine totalement ou en partie génétique dans la famille.

### Mesures de prévention
On peut pour les enfants à naître, qui ont des facteurs de risques faire des pronostics, faire des caryotypes ou tout autre moyen de vérifier la présence d'une maladie, et éventuellement des interruptions médicales de grossesse.

## Disciplines fondamentales en hématologie

### Les mécanismes biologiques liés à la génétique
- Chromosome
- Gène
- ADN
- Cycle cellulaire, en particulier la méiose et la mitose
- Inactivation du chromosome X

## Liste des affections d'origine génétique
La liste des maladies d'origine génétique est très élevée étant donné que chaque partie du génome altérée peut créer une maladie particulière, à condition que les effets ne soit pas trop délétères et que cela reste viable pour l'enfant à naître. La page des Maladies génétiques propose une liste plus détaillée.
Par contre les maladies peuvent être classées suivants l'étiologie génétique de celles-ci, ou suivant la manière dont elles se transmettent :
| - Maladies héréditaires multifactorielles, il s'agit ici de maladies courantes tel le diabète, les problèmes cardiovasculaires, etc. - maladies récessives - maladies dominantes - maladies récessives liée à l'X - maladies dominantes liée à l'X - Les trisomies - Les monosomies - Anomalies sur le nombre de chromosomes sexuels: - Syndrome de Klinefelter, Homme : 47,XXY - Syndrome de Turner, Femme : 45,X - Triple X, Femme : 47,XXX | - translocations - délétion intercalaire - délétion terminale - duplication interne - répétition inversée - inversion péricentrique - inversion paracentrique - mutation ponctuelle (substitution, délétion, insertion) - amplification de triplets |

## Sémiologie

### Les principaux signes cliniques
Les maladies génétiques concernent toutes les spécialités médicales, par conséquent la liste des signes qui concernent les maladies génétiques est très longue.
Ici on se limite à :
- l'âge de la mère qui, s'il est élevé, va augmenter la probabilité de créer une aneuploïdie ;
- l'âge du père qui lui augmente la probabilité de créer une mutation de novo ;
- l'exposition aux produits mutagènes pour les gamètes ou pour le jeune fœtus ;
- la présence d'une certaine maladie d'origine génétique dans la famille.

### Les examens complémentaires

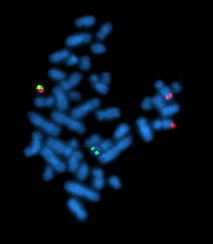
Utilisation de la méthode FISH pour détecter des anomalies sur les gènes

Les méthodes cytogénétiques qui permettent de mettre en valeur de relativement grosses variations sur les chromosomes :
- le caryotype ;
- l'hybridation in situ en fluorescence, méthode FISH ;
- Caryotype multicouleur (“M-FISH / SKY”)
- la puce à ADN (caryotype moléculaire), aussi connue sous le terme d'ACPA ou CGH-array.

Différentes méthodes pour analyser l'ADN (met en valeur des variations plus fines sur l'ADN) et l'expression des gènes (techniques dites de biologie moléculaire):
- le séquençage ;
- la PCR ;
- l'analyse de l'ARNm ;
- l'analyse de la fonctionnalité des protéines.

Étude de l'ADN des enfants à naître (diagnostic prénatal) :
- ponction de liquide amniotique (amniocentèse) ;
- prise de sang fœtal (cordocentèse) ;
- prélèvement de la villosité choriale (choriocentèse) ;
- diagnostic préimplantatoire pour les fécondations in vitro.
- analyse de sang fœtal circulant par prise de sang maternelle

### Les critères de décisions pour faire un examen
Il existe des critères pour :
- faire un caryotype ;
- faire une amniocentèse.

## Traitements
Les traitements dans les maladies génétiques à l'heure actuelle sont uniquement symptomatiques, on peut imaginer dans le futur de la thérapie génique sur les petites erreurs des gènes mais cela parait impossible pour une aneuploïdie ou pour une anomalie portant sur beaucoup de gènes comme la plupart des anomalies chromosomiques.
On peut par contre prévenir pour les enfants à naître et éventuellement procéder à une interruption médicale de grossesse si on a mis en évidence une anomalie génétique ou empêcher la transmission d'une maladie grave en sélectionnant les embryons sains par un diagnostic préimplantatoire.

## Critiques
La chercheuse Laura Hercher souligne les risques que représentent la médecine génétique et les manipulations d’ADN pour la recherche médicale. Ces techniques sont, aux États-Unis, disponibles uniquement pour les familles les plus aisées (la fécondation in vitro coute 20 000 dollars par cycle, auxquels s'ajoutent 10 000 dollars de frais de laboratoire quels embryons ne sont pas porteur de la maladie).
Selon la chercheuse, « Le problème est non seulement moral, mais aussi pratique. Les familles aisées font la pluie et le beau temps dans la lutte contre les maladies dont souffrent leurs membres, montent des associations, attirent l'attention des médias. Les ménages modestes n'ont pas ce pouvoir. Ils sortiront à coup sur perdant des "olympiades des maladies", ce jeu à somme nulle où les groupes de pression cherchent à orienter les fonds alloués à la recherche vers la maladie qui les préoccupe. En outre, ils pourraient se trouver confrontés à un déficit d'empathie croissant. Si une partie de la population se sent protégée, elle n'aura peut-être pas le réflexe de compassion qu'entraine généralement l'idée qu'on aurait pu être à la place d'une personne malade ou handicapée. Protéger son enfant apparaitrait alors comme une affaire de compétence et de responsabilité parentales. Là où la société voyait de la malchance, elle verrait une faute, et rechignerait à "payer pour les erreurs des autres" ».

## Bioéthique
La génétique a un impact sur la santé de tous les individus, de leur progéniture et des générations futures. L’information de la parentèle pose des défis éthiques. Les procédures prévues par la loi pour l’information de la parentèle d’un patient chez qui on a découvert une maladie génétique grave soulèvent de grandes interrogations chez les généticiens cliniciens. En effet, selon l’article L1131 du Code de la santé publique, le médecin doit informer le patient « des risques que son silence ferait courir aux membres de sa famille potentiellement concernés dès lors que des mesures de prévention ou de soins peuvent être proposées à ceux-ci ».
La pratique de la génétique médicale est encadrée par des principes éthiques pour guider les professionnels. L'évolution de ces principes ne devrait aller que dans le sens d'un niveau plus élevé de service à l'individu et à la communauté, et d'une amélioration de la liberté et des droits de ceux qui sont soignés par une personne appartenant à la profession. Ainsi, les relations entre les professionnels de la génétique, les patients et leurs familles sont fondées sur les principes d'autonomie et de respect de la vie privée. Le professionnel de la génétique doit :
1. Équité et Respect: Traiter les patients et leurs familles avec équité, en respectant leurs croyances, traditions ethnoculturelles et circonstances sociales.
2. Conseil Non-directif: Fournir un conseil de soutien et respectueux des choix des patients et de leurs familles, sans imposer de directives personnelles.
3. Communication Claire: Transmettre l'information de manière sensible et compréhensible, permettant aux patients de prendre des décisions éclairées et de donner leur consentement en connaissance de cause.
4. Référence à des Spécialistes: Orienter les patients vers d'autres experts lorsque nécessaire, pour des services spécialisés ou pour confirmer des diagnostics.
5. Confidentialité: Respecter la confidentialité des informations partagées par les patients et leurs familles.
6. Partage d'Informations Génétiques: Encourager le partage d'informations génétiques avec les membres de la famille à risque.
7. Consentement Éclairé dans la Recherche: Informer clairement les participants à la recherche de leurs droits, y compris le droit de refuser les tests ou les informations, et le droit de se retirer de la recherche sans conséquences sur leurs soins[6].

L'édition du génome, notamment grâce à des technologies telles que CRISPR-Cas9, suscite des espoirs considérables dans le traitement des maladies génétiques graves, mais soulève aussi de nombreuses questions éthiques et sociales. Alors que ces technologies permettent de corriger des mutations somatiques responsables de maladies, leur utilisation pour modifier les lignées germinales, qui peuvent être transmises aux générations futures, est particulièrement controversée. Cela souligne l'importance d'un consensus social et d'une réglementation stricte avant toute application clinique à grande échelle. Les spécialistes recommandent une approche prudente, tenant compte des risques potentiels pour la sécurité et l'efficacité, ainsi que des implications éthiques pour les générations futures.